# Karol Marcin Frantz
Karol Marcin Frantz (ur. przed 1 października 1712 w Legnicy, zm. 6 listopada 1755 w Rydzynie) – polski architekt, budowniczy królewski.
Był synem Martina Frantza, pruskiego architekta tworzącego na Dolnym Śląsku i w południowej Wielkopolsce. Nie jest znana dokładna data urodzin Karola Marcina Frantza, wiadomo, że urodził się w Legnicy i został ochrzczony 1 października 1712. Naukę pobierał prawdopodobnie u boku ojca, a otrzymanie tytułu budowniczego królewskiego zawdzięczał prawdopodobnie Aleksandrowi Józefowi Sułkowskiemu, pełniącemu do 1738 funkcję ministra. Według zapisów w dniu 1 czerwca 1742 zawarł umowę z A. J. Sułkowskim na odbudowę południowego i zachodniego skrzydła zamku w Rydzynie. W 1743 zaprojektował wieżę zboru św. Krzyża w Lesznie. 21 lutego 1746 podpisał zobowiązanie wobec zakonu Cystersów z Zemska, że zaprojektuje i wybuduje w Rokitnie koło Skwierzyny kościół, co świadczyło, że był znanym architektem, ponieważ Cystersi powierzali zaprojektowanie swoich świątyń tylko sprawdzonym specjalistom. Równocześnie Frantz nadzorował odbudowę północnego skrzydła zamku w Rydzynie, a 17 czerwca 1746 rozpoczęto budowę kościoła w Rydzynie.
W księgach parafii rydzyńskiej odnotowano datę śmierci Karola Marcina Frantza, wpisując ją ksiądz Hilary Jabłonowski zapisał przy nazwisku Frantza „architectus et adificiorum Rydzynen”.

## Projekty
- Pałac Sapiehów w Wieleniu

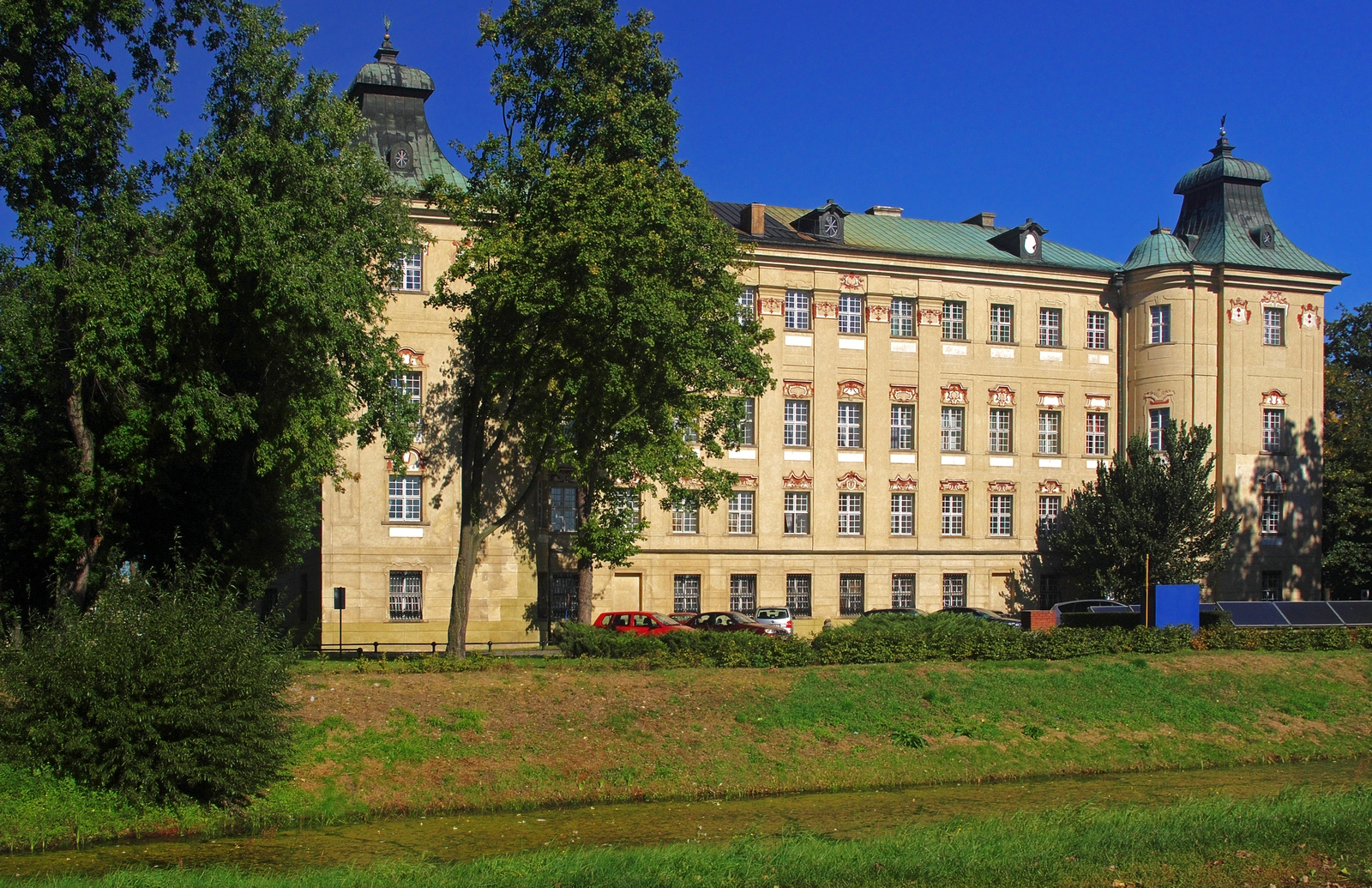
Zamek w Rydzynie

- Kościół św. Marcina w Sicinach - wnętrza (1736);
- Zamek w Rydzynie - przebudowa w duchu rokoko, odbudowa południowego i zachodniego skrzydła (1742), odbudowa północnego skrzydła (1745–1746), budowa stajni, wozowni i oficyn oraz budowa środkowego ryzalitu z wejściem głównym oraz kamiennego mostu (1750);
- Kościół Świętego Krzyża w Lesznie - projekt wieży kościelnej (1743);
- Kościół Matki Bożej Rokitniańskiej (Królowej Polski) (1746–1756);
- Kościół św. Stanisława Biskupa w Rydzynie (1745–1751);
- Opactwo Cystersów w Gościkowie-Paradyżu - przebudowa i odbudowa, nadanie klasztorowi cech baroku (ok. 1757–1760);
- Kościół Narodzenia Najświętszej Marii Panny w Kłodzie (1761–1769) - zburzony w 1797;
- Kościół Świętych Apostołów Piotra i Pawła w Krotoszynie - projekt, realizacja w zmodyfikowanej wersji 1764–1774;
- Kościół Najświętszej Maryi Panny Wniebowziętej w Zbąszyniu - projekt, realizacja w zmodyfikowanej wersji 1779–1796.